# 伦都布达尔吉
伦都布达尔吉（1784年—1793年）藏族，安多人，第一世迭斯尔德活佛阿旺多尔济的转世灵童。虽未能坐床，但传统上以其为第二世迭斯尔德活佛。

## 生平
伦都布达尔吉生于1784年，是安多藏人，据说是土观活佛外甥。阿旺多尔济圆寂后，王爷下令不许寻找其转世灵童，但后来还是寻访到伦都布达尔吉为其转世灵童。伦都布达尔吉未能被迎请至南寺（广宗寺）坐床，9岁圆寂。